# زگورسکو (استان اشوی‌داشکسیه)
زگورسکو (به لهستانی: Zgórsko) یک منطقهٔ مسکونی در لهستان است که در گمینا شتکووکا-نووینه واقع شده‌است. زگورسکو ۱٬۱۸۵ نفر جمعیت دارد.